# Hubbardia
Hubbardia es un género de plantas herbáceas de la familia de las poáceas. Es originario del sur de la India.

## Etimología
El nombre del género fue otorgado en honor de Charles Edward Hubbard, eminente agrostólogo.

## Especies
- Hubbardia heptaneuron
- Hubbardia idria
- Hubbardia secoensis
- Hubbardia shoshonensis